# Cimatron
Cimatron Group é uma empresa de software israelense que produz software CAD/CAM para aplicações de fabricação, fabricação de ferramentas e programação CNC.
A empresa está listada na NASDAQ sob o símbolo CIMT. O principal acionista da empresa é o DBSI, cujo sócio-gerente, Yossi Ben-Shalom, preside o conselho da Cimatron.
Com sede em Tel Aviv, a empresa possui subsidiárias nos Estados Unidos, Alemanha, Itália, China, Coreia do Sul, Índia e Brasil, além de revendedores em mais de 40 países. Seus principais produtos de software, CimatronE e GibbsCAM, são usados em mais de 40 000 instalações em todo o mundo. Seus clientes são em grande parte dos setores automotivo, aeroespacial, eletrônicos de consumo, brinquedos, médicos, ótica e telecomunicações.
Um dos principais clientes da empresa é a chinesa Haier Mould, subsidiária do grupo Haier.

## História
A empresa foi fundada em 1982 como MicroCAD, lançando seus primeiros produtos de software Multicadd e Multicam em 1984 para uso em pequenas e médias oficinas de ferramentas. Em 1987, a empresa mudou seu nome para Cimatron.
Em 1990, a empresa lançou a Cimatron IT, que afirmou ser o primeiro software CAD/CAM integrado do mundo.
Em março de 1996, a Cimatron começou a operar na NASDAQ sob o símbolo CIMT. Em 1999, a Cimatron lançou seu produto para Windows, o CimatronE. Em março de 2011, a Cimatron começou a negociar na Bolsa de Valores de Tel Aviv (TASE, na sigla em inglês), tornando-se uma empresa duplamente listada. No entanto, em 2013, seu conselho de administração votou pela retirada da empresa da TASE.
Em julho de 2005, a Cimatron adquiriu uma participação inicial de 27,5 % na Microsystem Srl, sua distribuidora italiana. Em julho de 2008, a Cimatron concluiu a aquisição de 100% da Microsystem.
Em janeiro de 2008, a Cimatron fundiu-se com a empresa americana de software de usinagem CNC Gibbs and Associates. O ex-diretor da Gibbs, Bill Gibbs, assumiu o cargo de presidente da Cimatron na América do Norte e de vice-presidente da Cimatron Ltd., e concordou em permanecer na empresa por pelo menos cinco anos.
Em 2010, a Cimatron foi listada pela empresa de consultoria de PLM CIMdata como um dos principais fornecedores de software CAM, com base no software em si e na receita direta de serviços recebidos. A CIMdata também previu que a Cimatron seria uma das cinco empresas de software CAM em crescimento mais rápido em 2011.
No 4.º trimestre de 2010, a Cimatron registrou sua maior receita trimestral, de US$ 11 milhões e lucro operacional de US$ 1,7 milhão. Também a Cimatron e a LEDAS (proprietária do LGS 3D atualmente) têm colaborado no aplicativo Motion Simulation, dedicado ao projeto de moldes, ferramentas e matrizes, que é capaz de trabalhar com formatos CAD padrão, como formas canônicas e NURBS. A detecção de colisão foi baseada nas funções do kernel ACIS, enquanto o próprio movimento foi executado pelo LGS 3D como uma sequência de problemas de satisfação de restrições. Como resultado da colaboração, a Cimatron licenciou o LGS 3D e o aplicativo Motion Simulation foi desenvolvido e integrado ao sistema CAM do CimatronE.
Em 2011, a empresa foi listada como uma das empresas de tecnologia de crescimento mais rápido de Israel na lista Deloitte Fast 50.
Para 2012, a Cimatron registrou receita de US$ 42,3 milhões, com um lucro operacional não-GAAP recorde de US$ 6,1 milhões.
Em fevereiro de 2013, o CEO da Cimatron, Danny Haran, anunciou que a empresa havia começado a pesquisar o campo da manufatura aditiva. Em março daquele ano, a Cimatron estabeleceu um Conselho Consultivo de Impressão 3D, nomeando o especialista em impressão 3D Terry Wohlers como seu primeiro membro.
Em 2015, a 3D Systems concluiu a aquisição de todas as ações da Cimatron Ltd. por aproximadamente US$ 97 milhões.

## Produtos

### CimatronE
O CimatronE é uma solução CAD/CAM integrada para fabricantes de moldes, matrizes e ferramentas, e fabricantes de peças discretas, fornecendo associatividade em todo o processo de fabricação, desde a cotação até o projeto e a entrega. Os produtos da solução incluem projeto de moldes, projeto de eletrodos, projeto de matrizes, programação de controle numérico (NC) de 2,5 a 5 eixos e produção de peças discretas em 5 eixos. Em 2010, foi lançada a CimatronE SuperBox, um dispositivo combinado de hardware e software para o descarregamento e aceleração dos cálculos do caminho da ferramenta na programação NC.

### GibbsCAM
O GibbsCAM é especializado em usinagem, fresamento, usinagem/fresamento, usinagem multitarefas simultânea e eletroerosão a fio de 2 a 5 eixos. Ele também fornece modelagem de manufatura integrada, incluindo 2D, 2.5D, 3D wireframe, superfície e modelagem sólida.